# Withnail et moi
Pour plus de détails, voir Fiche technique et Distribution.
Withnail et moi (Whitnail and I) est une comédie noire britannique réalisée et écrite par Bruce Robinson et sortie en 1987. Elle raconte l'histoire de deux comédiens londoniens au chômage (« Withnail et moi ») à la fin des Swinging Sixties, qui prennent des vacances mouvementées et alcoolisées dans la campagne du Lake District en Cumbria, non loin de la frontière entre l'Écosse et l'Angleterre. Le « moi » du titre désigne le personnage de « Marwood », ainsi nommé dans le scénario publié mais demeuré anonyme dans le générique du film. Withnail est interprété par Richard E. Grant tandis que Paul McGann incarne moi / Marwood.
Le film se déroule à Londres en 1969. Withnail et Marwood sont deux comédiens qui vivent ensemble dans un appartement sale, crasseux. Ils attendent depuis des mois de décrocher un rôle qui leur permettrait de remplir leur compte en banque désespérément vide. En attendant ce grand jour, ils passent leurs journées à ne rien faire dans leur logement en se « nourrissant » d'alcool et de pilules. Un jour, las et découragés, ils décident de partir en vacances. Ils vont chez l'oncle de Withnail lui demander de leur prêter son cottage. L'oncle Monty est un homosexuel obèse qui essaie aussitôt de séduire Marwood. Il leur confie les clefs du cottage et ils partent dans une vieille auto. À la campagne le séjour est dépourvu du confort minimal. L'oncle Monty arrive. Il essaie de nouveau d'avoir une relation charnelle avec Marwood qui est horrifié à cette idée. Withnail ne voit rien ou feint de ne rien voir. Marwood est alors rappelé de Londres : on lui propose le premier rôle pour une pièce.
Scénariste de La Déchirure, Bruce Robinson réalise ici son premier long-métrage de fiction. Le film comporte des éléments tragiques et comiques et s'est fait remarquer par sa musique d'époque et ses nombreuses répliques mémorables. Il est considéré comme « l'un des plus grands films cultes de Grande-Bretagne ».

## Synopsis
En septembre 1969, deux jeunes acteurs au chômage, Withnail, dandy alcoolique flamboyant, et Marwood, contemplatif, vivent dans un appartement en désordre à Camden Town, Londres. Leur seul visiteur régulier est leur dealer, Danny. Un matin, ils se disputent à propos du ménage et partent se promener. Dans Regent's Park, ils discutent de la médiocrité de leur carrière de comédiens et de leur désir de vacances. Marwood propose un voyage dans un cottage rural près de Penrith, appartenant à Monty, le riche oncle de Withnail. Le soir même, ils rendent visite à Monty dans sa luxueuse maison de Chelsea. Monty est un esthète mélodramatique, et Marwood en déduit qu'il est homosexuel. Les trois hommes boivent brièvement ensemble tandis que Withnail ment nonchalamment à Monty au sujet de sa carrière de comédien. Il trompe encore Monty en laissant entendre que Marwood a fréquenté le collège d'Eton, alors qu'une lithographie de Harrow School vue plus tôt dans l'appartement suggère que Monty et Withnail y ont tous deux fait leurs études. Withnail persuade son oncle de leur prêter la clef du cottage et ils partent.
Withnail et Marwood se rendent au cottage le lendemain mais trouvent le temps froid et humide, le cottage sans provisions et les habitants peu accueillants, en particulier un braconnier, Jake, que Withnail a offensé au pub. Marwood s'inquiète lorsqu'il voit Jake rôder autour du cottage et suggère qu'ils repartent pour Londres le lendemain. Withnail demande à son tour qu'ils partagent un seul et même lit pour des raisons de sécurité, mais Marwood refuse. Pendant la nuit, Withnail craint que le braconnier ne leur veuille du mal et se glisse sous les couvertures avec Marwood, qui part en colère pour changer de lit. Entendant les bruits d'un intrus s'introduisant dans le cottage, Withnail rejoint à nouveau Marwood dans son lit. L'intrus s'avère être Monty, avec des provisions.
Le lendemain, Marwood se rend compte que la visite de Monty a des arrière-pensées lorsqu'il lui fait des avances sexuelles agressives ; Withnail feint de ne pas s'en rendre compte. Monty les conduit en ville et leur donne de l'argent pour acheter des bottes, mais ils vont plutôt dans un pub, puis dans un petit café où ils causent un scandale. Monty est blessé, mais il oublie l'infraction pendant que les trois boivent et jouent au poker. Marwood est terrifié à l'idée des nouvelles avances sexuelles de Monty et veut partir immédiatement, mais Withnail insiste pour rester. Tard dans la nuit, Marwood tente d'éviter la compagnie de Monty, mais il est finalement coincé dans la chambre d'amis lorsque Monty exige des rapports sexuels. Monty révèle également que Withnail, lors de la visite à Londres, a menti en disant que Marwood était un homosexuel refoulé. Marwood lui répond que c'est Withnail qui l'est et qu'ils ont tous les deux une relation sérieuse, que Withnail souhaite cacher à sa famille, et que c'est la première nuit en six ans qu'ils n'ont pas couché ensemble. Monty, un romantique, croit à cette explication et s'en va après s'être excusé de s'être interposé entre eux. En privé, Marwood affronte furieusement Withnail.
Le lendemain matin, ils découvrent que Monty est parti pour Londres, laissant un mot leur souhaitant d'être heureux ensemble. Ils continuent à se disputer. Un télégramme arrive de l'agent de Marwood avec une possible offre d'emploi et il insiste pour qu'ils repartent. Alors que Marwood dort dans la voiture, Withnail, ivre, décide de conduire sans permis la plus grande partie du chemin du retour jusqu'à ce que la police l'arrête pour conduite en état d'ébriété. De retour à l'appartement, ils trouvent Danny et un ami nommé Presuming Ed qui squattent les lieux. Marwood appelle son agent et découvre qu'il est demandé pour le rôle principal d'une pièce de théâtre, mais qu'il devra déménager à Manchester pour l'obtenir. Les quatre partagent un énorme joint de cannabis, mais la fête prend fin lorsque Marwood apprend qu'ils ont reçu un avis d'expulsion pour loyer impayé, alors que Withnail est trop défoncé pour s'en soucier. Marwood, avec sa nouvelle coupe de cheveux, prépare son sac pour partir à la gare. Il refuse l'offre de Withnail, qui lui propose un verre d'adieu, et Withnail l'accompagne jusqu'à la gare. À Regent's Park, Marwood dit au revoir à Withnail en lui disant qu'il lui manquera, puis s'en va. Seul, une bouteille de vin à la main, Withnail interprète Quel chef-d'œuvre que l'homme !, un passage de Hamlet, devant des loups dans un enclos du zoo de Londres, puis se retourne pour rentrer chez lui sous la pluie.

## Fiche technique
- Titre français : Whitnail et moi[3]
- Titre original : Whitnail and I
- Réalisateur : Bruce Robinson
- Scénario : Bruce Robinson
- Photographie : Peter Hannan (en)
- Montage : Alan Strachan
- Musique : David Dundas (en) et Rick Wentworth (en)
- Décors : Michael Pickwoad
- Costumes : Andrea Galer
- Maquillage : Peter Frampton (en)
- Production : Paul Heller (en)
- Sociétés de production : Cineplex Odeon Films, HandMade Films
- Pays de production :  Royaume-Uni
- Langue originale : anglais britannique
- Format : couleur par Technicolor - 1,85:1 - Son mono - 35 mm
- Durée : 107 minutes
- Genre : comédie noire
- Date de sortie : 
  - États-Unis : 27 mars 1987 (New Directors and New Films Festival de New York) ; 19 juin 1987 (sortie nationale)
  - Royaume-Uni : août 1987 (Festival international du film d'Édimbourg) ; 12 février 1988
  - France : 8 février 1989[3]

## Distribution
- Richard E. Grant : Withnail
- Paul McGann : Moi / Marwood
- Richard Griffiths : l'oncle Monty / Montague H. Withnail
- Ralph Brown : Danny
- Eddie Tagoe (en) : Presuming Ed
- Michael Elphick (en) : Jake, le braconnier
- Daragh O'Malley : l'Irlandais, le client de bar agressif
- Michael Wardle : Isaac Parkin, le paysan
- Una Brandon-Jones : madame Parkin
- Noel Johnson : le général
- Irene Sutcliffe (en) : la serveuse
- Llewellyn Rees (en) : le propriétaire du salon de thé
- Robert Oates : l'agent de police no 1
- Anthony Wise : l'agent de police no 2

## Production

### Genèse et développement

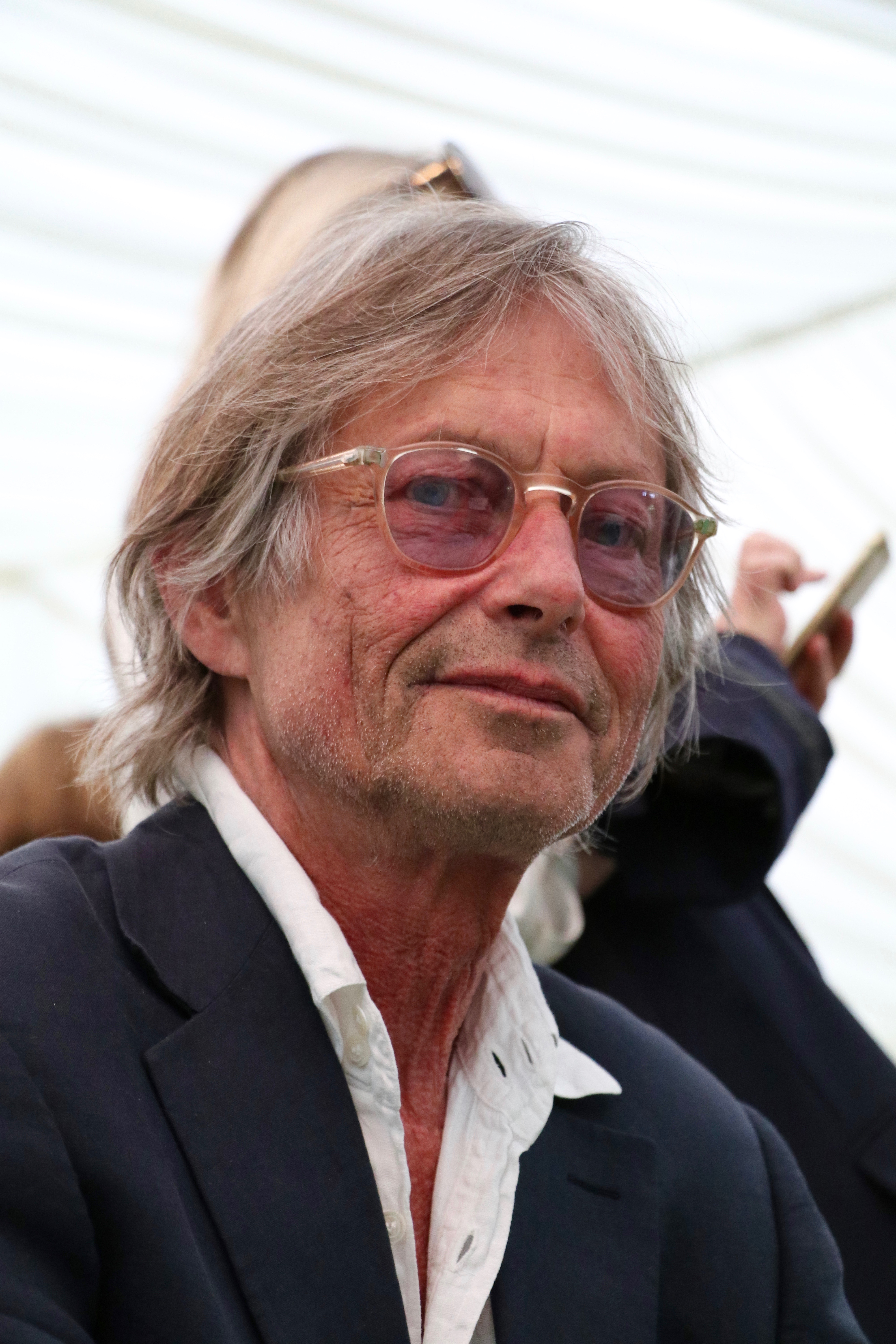
Le réalisateur Bruce Robinson en 2016.

Withnail et moi est le premier film de Bruce Robinson en tant que réalisateur, lui qui travaillait dans le cinéma depuis les années 1960 en tant qu'acteur et depuis les années 1970 en tant que scénariste. Le film est partiellement autobiographique, Robinson ayant vécu à Camden Town à la fin des années 1960 dans des conditions semblables à celles des protagonistes. Robinson a d'abord rédigé son histoire sous forme d'ébauche de roman durant l'hiver 1969/1970. Selon ses propres dires, il était à ce moment-là dans une mauvaise passe de sa vie : seul, au chômage et endetté, de plus la communauté hippie dont il faisait partie dans les années précédentes était en train de se dissoudre. L'idée que le changement de décennie a inévitablement mis fin aux Swinging Sixties se retrouve dans le film de Robinson,. Au cours de la décennie suivante, le projet de roman a circulé parmi les amis de Robinson et en 1980, il a reçu quelques milliers de dollars d'un producteur hollywoodien pour transformer le projet de roman en un scénario. Il a décrit le processus de réécriture comme étant bien plus éprouvant que l'ébauche du roman, qui lui était facile à mettre en œuvre. Mais ce n'est qu'au milieu des années 1980 que le financement de Withnail et moi a été rendu possible, après que Robinson ait pu attirer l'attention avec son scénario pour le film La Déchirure, qui a remporté trois Oscars, et que le producteur de cinéma américain Paul Heller (en) (1927-2020) se soit montré enthousiaste à l'égard du scénario de Withnail et moi.
Robinson a supprimé et étoffé différents éléments de l'histoire au cours de ces 15 années. Ainsi, elle se terminait par le suicide de Withnail avec le fusil de chasse de l'oncle Monty, ce qu'il rejeta par la suite comme étant trop sinistre et mélodramatique, et surtout comme étant superflu, car on pouvait de toute façon imaginer l'avenir tragique de Withnail. Le personnage de Withnail fut inspiré à Robinson par son ami et ancien colocataire Vivian MacKerrell (en) : MacKerrell était éduqué et avait une haute opinion de ses propres capacités en tant que comédien, mais sa consommation d'alcool et sa personnalité peu avenante l'empêchaient d'avoir toutes les chances de réussir sa carrière. Pendant un certain temps, MacKerrell et Robinson ramassaient couramment des bouteilles en verre abandonnées pour se procurer de l'alcool avec l'argent de la consigne, puis se saoulaient et ramassaient à nouveau des bouteilles à leur réveil. MacKerrell se disait fier d'avoir servi d'inspiration au personnage du film, avant de mourir d'un cancer de la gorge en mars 1995, à seulement 50 ans, après des décennies d'alcoolisme. Le nom Withnail vient d'un homme nommé Jonathan Withnall, qui était un ami du beau-père de Bruce Robinson et qui partageait également certaines caractéristiques avec Withnail, comme ses origines aisées et une forte consommation d'alcool.
Le nom de Marwood pour le deuxième personnage principal, qui est l'alter ego de Bruce Robinson, n'est jamais prononcé dans le film, il est seulement mentionné brièvement une fois sur un télégramme, mais il est utilisé dans le scénario et dans de nombreuses interviews des personnes impliquées dans le film. Dans le générique de fin, le nom du rôle de Paul McGann est simplement « ...et moi ». Pour cette tentative chaotique de vacances, Robinson s'est inspiré d'un voyage similaire avec son ami l'acteur Michael Feast (en), au cours duquel ils ont loué une maison de campagne dans le Lake District pour 10 livres par semaine, après avoir lu une annonce dans un journal. Celle-ci s'est avérée être un vieux hangar sans chauffage ni électricité, dont ils ont dû casser les meubles pour pouvoir faire du feu. Dans le comportement de l'oncle Monty envers Marwood, Robinson a intégré ses expériences avec le réalisateur italien Franco Zeffirelli, qui avait donné à Robinson, âgé de 21 ans et fraîchement sorti de l'école de théâtre, son premier rôle au cinéma, celui de Benvolio dans Roméo et Juliette (1968). Lors de leur première rencontre, Zeffirelli lui aurait demandé, comme l'oncle Monty, s'il était « une éponge ou une pierre » et l'aurait forcé à lui donner un baiser avec la langue,. Dans une autre référence à Zeffirelli, Withnail lit au début du film un titre de journal « Boy Lands Plum Role for Top Italian Director » (litt. « Un garçon obtient un rôle en or avec un célèbre réalisateur italien ») et suggère que le réalisateur abuse sexuellement du garçon. Un autre titre du journal lu dans le film, « Nude Au Pair's Secret Life » (litt. « La vie secrète d'une jeune fille au pair nue ») est le titre d'un véritable article de News of the World du 16 novembre 1969.
Parmi les membres de l'équipe de tournage, on comptait Michael Pickwoad et Henry Harris en tant que chefs décorateurs. Peter Frampton (en) a fait office de maquilleur et le chef opérateur Peter Hannan a intégré dans le style visuel du film le temps essentiellement pluvieux qui régnait pendant le tournage. Ralph Steadman, surtout connu pour ses illustrations des livres de Hunter S. Thompson, a conçu l'une des affiches du film Withnail et moi. Les costumes ont été créés par Andrea Galer, surtout connue pour son travail sur des films historiques. Les costumes de Withnail et moi, dont le plus marquant est sans doute le long manteau de Withnail, étaient déjà historiques et se distinguent volontairement de la mode des années 1980. Les costumes des personnages principaux de Galer devaient exprimer la rébellion de la jeunesse, le romantisme et le dandysme. À la demande de Robinson, Galer a misé sur des couleurs discrètes plutôt que sur des vêtements aux couleurs criardes qu'on associe aujourd'hui habituellement au Swinging London.

### Attribution des rôles
|                                 |  |                              |
| Withnail… (Richard Grant, 2018) |  | …et moi (Paul McGann, 2015). |

Lors de la recherche des acteurs, Robinson a été aidé par la régisseuse expérimentée Mary Selway. Pour le rôle de Withnail, Kenneth Branagh, Daniel Day-Lewis,, Edward Tudor-Pole et Bill Nighy,, entre autres, étaient envisagés. Branagh était très intéressé, mais paraissait au réalisateur trop peu « byronien » pour le rôle ; le bon ami de Robinson, Nighy, a effectué une prestation convaincante lors de l'audition, mais n'a pas été retenu, car il avait lui-même un problème d'alcool à l'époque,. Finalement, le choix s'est porté sur Richard E. Grant, 29 ans, encore largement inconnu. Il s'agit d'un choix ironique dans la mesure où Grant est abstinent, contrairement au personnage de Withnail. Grant ne boit pas d'alcool parce qu'il y est intolérant et que son père était alcoolique. Robinson l'a persuadé sur le plateau de tournage de boire quand même au moins une fois pour reproduire le sentiment d'ivresse de son personnage - avec pour résultat que Grant s'est finalement évanoui après avoir bu une bouteille de champagne et ne s'est vraiment réveillé que 24 heures plus tard. Grant et Robinson devaient à nouveau travailler ensemble deux ans plus tard pour la comédie satirique Tête à tête.
Le premier choix de Robinson pour le rôle de Marwood est l'acteur Paul McGann, qui s'était fait connaître dans les années précédentes par des rôles à la télévision. Il a cependant été temporairement écarté en raison de son fort accent de Liverpool. Après qu'aucun autre acteur n'ait pu être trouvé et que McGann ait entre-temps appris l'accent londonien, le rôle lui est rendu. Richard Griffiths n'a pas eu à passer d'audition, car Robinson le considérait comme le candidat idéal pour le rôle d'Oncle Monty depuis sa prestation dans le film Porc royal (1984). Malgré le fait que Griffiths n'avait pas encore 40 ans au moment du tournage, son personnage est présenté dans le scénario comme un homme d'une soixantaine d'années. Michael Feast (en), l'ancien colocataire de Robinson, est le candidat idéal de Robinson pour jouer le dealer Danny, mais il refuse en raison de la proximité autobiographique. Ralph Brown est alors choisi, notamment car il est venu à l'audition pieds nus et avec une perruque de cheveux longs, ce qui correspond bien à son rôle. Le nom le plus connu parmi les petits acteurs du film était celui de Michael Elphick (en), un vieil ami de Robinson, dans le rôle du braconnier Jake. Elphick n'a eu qu'une seule journée de tournage, il est apparu ivre et défoncé à la coke, et a récité des répliques confuses d'autres films. Robinson se contenta de laisser tourner les caméras et de lui donner des instructions de mise en scène à haute voix, après quoi il livra, de l'avis des participants, une interprétation grandiose.

### Tournage

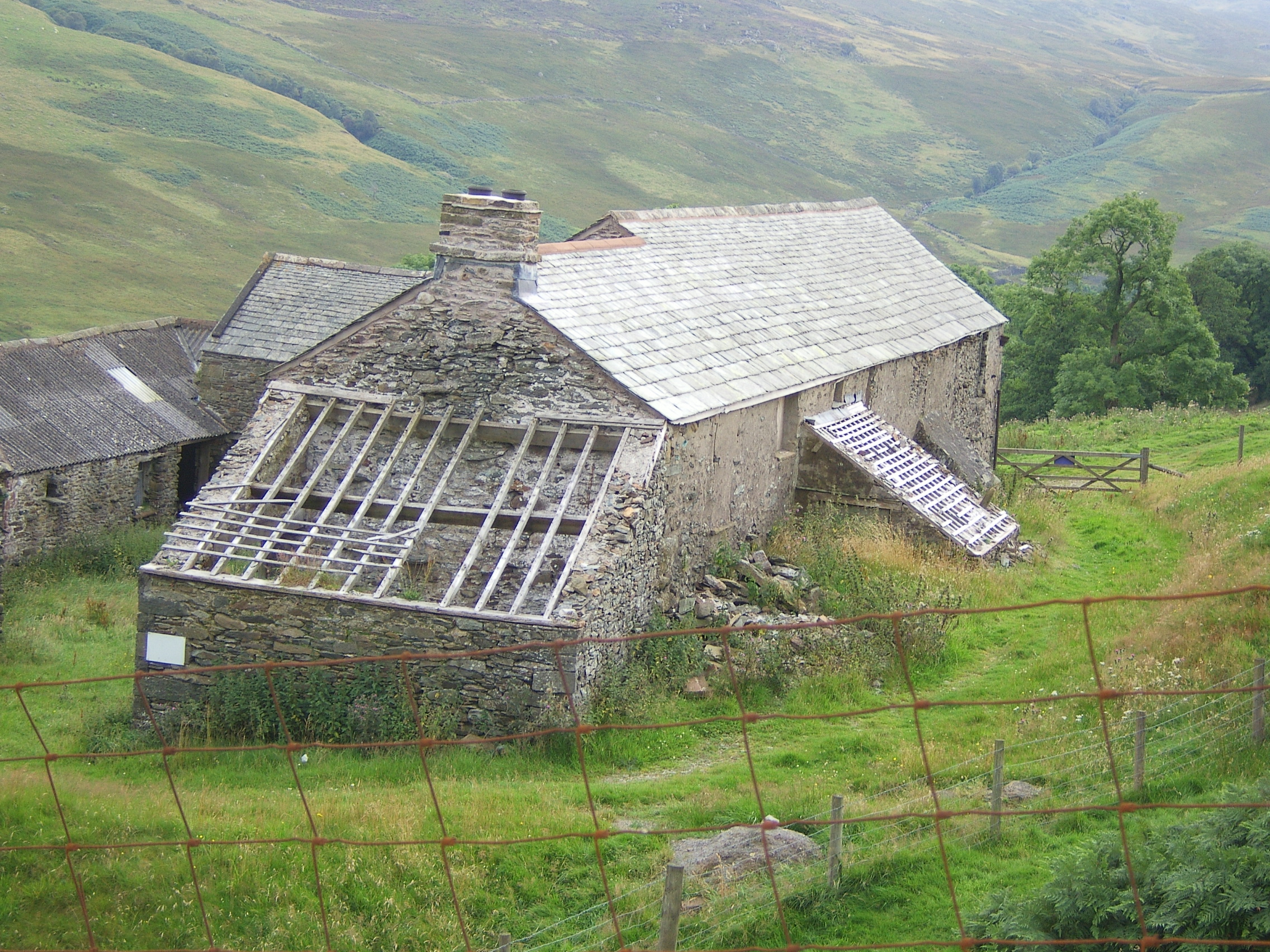
en 2007…

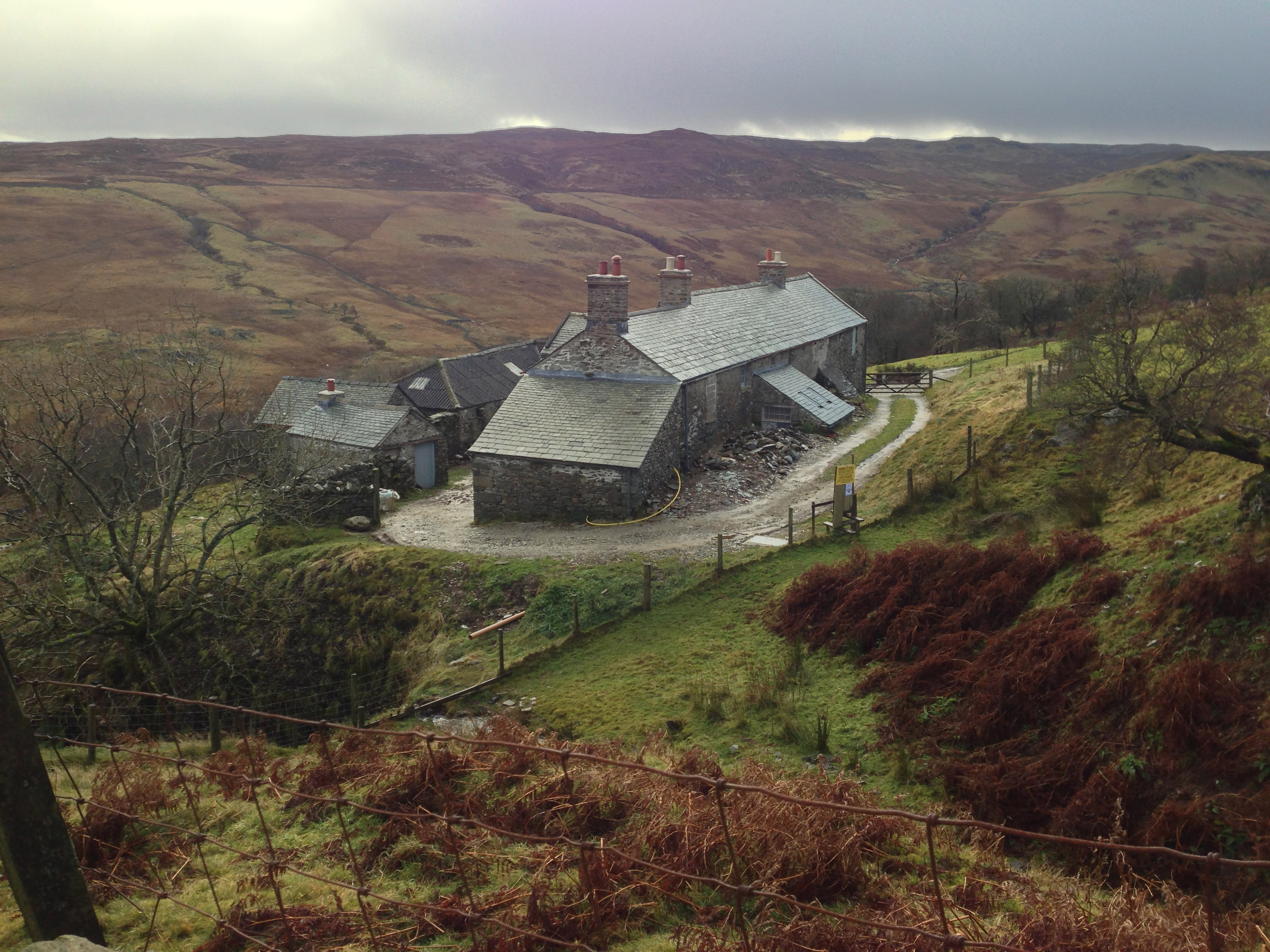
…et après rénovation en 2012.

Withnail et moi est financé pour moitié par Paul M. Heller et pour l'autre moitié par la société de production HandMade Films de George Harrison. Le budget du film, de 1,1 million de livres, est modeste pour l'époque. Sur proposition de Heller, Robinson prend également en charge la mise en scène. Selon l'autobiographie de Richard E. Grant, With Nails, le tournage commence le 2 août 1986 dans le Lake District et dure sept semaines.
Robinson s'est saoulé jusqu'à trois heures du matin par nervosité avant le premier jour de tournage. Il est surtout préoccupé par le fait que le succès du tournage dépende de nombreux facteurs et qu'il faut donc avoir de la chance. Du point de vue de Robinson, un des grains de sable qui ont entravé le bon déroulé du tournage est Denis O'Brien (en), un avocat américain et partenaire commercial de Harrison dans la société de production, qui a très tôt porté un regard critique sur le projet. Lors du premier après-midi de tournage, O'Brien critique le manque d'humour du film et son aspect trop sombre, demandant entre autres la suppression de plusieurs scènes. Robinson parvient à empêcher les changements en menaçant de quitter le projet - il ne voulait pas faire de compromis pour son premier film en tant que réalisateur. Robinson expliqua plus tard que, contrairement à de nombreuses comédies produites par HandMade Films, il préférait faire des films dans lesquels le comique provenait moins de gags évidents que de situations réalistes et quotidiennes. O'Brien ne pouvait apparemment pas comprendre cela et voulait faire arrêter complètement le tournage au bout de deux semaines, ce que George Harrison empêcha en expliquant simplement : « J'aimerais bien voir le film, donc on le fait ».
Robinson reçoit la somme symbolique d'une livre pour le scénario et 80 000 livres pour la réalisation, dont 30 000 livres sont investies dans deux scènes que HandMade Films n'a pas voulu payer : le retour chaotique à Londres et le séjour au poste de police. L'argent n'a jamais été remboursé après le succès du film. Ringo Starr est crédité en tant que « consultant spécial de production » sous son nom légal, Richard Starkey. L'inexpérience de Robinson en tant que réalisateur est compensée par le fait que la longue période de préparation lui a donné une idée très précise de la réalisation visuelle et théâtrale des différentes scènes. Les acteurs recevaient des instructions jusque dans l'intonation de certains mots, et la réalisation technique du film était « bien pensée à tous égards, parfaite sur les meilleurs points ».

#### Cumbria
Le film est tourné presque entièrement en extérieurs. Le chef décorateur Michael Pickwoad est également responsable du choix des lieux de tournage et parcourt le Lake District pendant deux semaines à la recherche d'une maison de campagne appropriée. Il n'y a pas eu de tournage dans la vraie ville de Penrith ; les lieux de tournage choisis pour la représenter sont Shap et Bampton, en Cumbria. Le chalet de Monty, « Crow Crag », est Sleddale Hall (en), près du Wet Sleddale Reservoir (en), juste à l'extérieur de Shap, bien que le lac que le Crow Crag surplombe apparemment soit en fait le Haweswater Reservoir (en). Le pont où Withnail et Marwood vont pêcher avec un fusil de chasse se trouve au-dessus de la rivière Lowther. La cabine téléphonique dans laquelle Withnail appelle son agent se trouve à côté de Wideworth Farm Road à Bampton.
Sleddale Hall (en) a été mis en vente en janvier 2009 au prix de 145 000 £. Sebastian Hindley, propriétaire du Mardale Inn à Bampton, a remporté l'enchère au prix de 265 000 £, mais il n'a pas réussi à obtenir un financement et la propriété a été revendue pour une somme non divulguée à Tim Ellis, un architecte du Kent, dont l'offre initiale n'a pas été retenue lors de la vente aux enchères.

#### Hertfordshire
Les extérieurs et les intérieurs du rez-de-chaussée de Crow Crag ont été tournés à Sleddale Hall (en) en Cumbria et à Stockers Farm à Rickmansworth, dans le Hertfordshire. Les scènes de la chambre à coucher et de l'escalier de Crow Crag ont également été filmées dans le Hertfordshire. Stockers Farm a également été le lieu de tournage du pub « Crow and Crown ».

#### Buckinghamshire

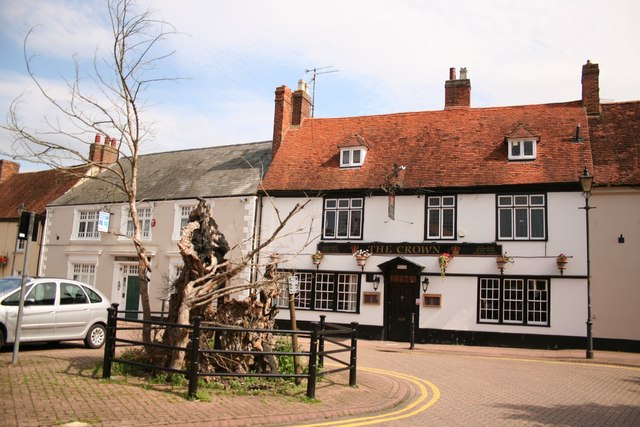
Le pub The King Henry est représenté par le Crown Inn. Le grand orme situé à l'extérieur du pub et montré dans le film est mort des suites d'une attaque de graphiose et a dû être remplacé.

Les scènes du « King Henry pub » et du « Penrith Tea Room » ont été filmées sur la place du marché de Stony Stratford, Milton Keynes, Buckinghamshire, à l'emplacement actuel du Crown Inn Stony Stratford et de la pharmacie Cox & Robinson, respectivement.

#### Londres
À Londres, le tournage s'est déroulé dans différents quartiers qui, en raison de la forte gentrification, sont au XXIe siècle en partie méconnaissables, mais ironiquement pas à Camden Town où est censée se dérouler l'action du film,. L'appartement de Withnail et Marwood est situé au 57, Chepstow Place à Bayswater, W2. La scène durant laquelle ils partent pour Penrith en tournant à gauche du bâtiment en cours de démolition a été tourné sur Freston Road, W11. Le pub The Mother Black Cap a été remplacé par le pub The Frog and Firkin situé au 41, Tavistock Crescent, Westbourne Green, Notting Hill. Un certain temps après le film, le pub a été rebaptisé The Mother Black Cap, bien qu'il ait été vendu et rebaptisé plusieurs fois avant d'être démoli en 2010-2011,. Le café où Marwood prend son petit-déjeuner au début du film est situé à l'angle du 136, Lancaster Road, W11, près de l'angle avec Ladbroke Grove. La scène où la police ordonne hystériquement à Withnail et Marwood de « get in the back of the van » (litt. « monter à l'arrière de la camionnette ») a été filmée sur le pont près de John Aird Court, à Paddington. La maison de l'oncle Monty est en fait la West House (en), Glebe Place, Chelsea, SW3, appartenant à Bernard Nevill (en),.

#### Studios de Shepperton
L'intérieur du poste de police est filmé aux studios de Shepperton.

### Bande originale
La musique du film a été composée par Rick Wentworth et David Dundas, ce dernier ayant également été le colocataire de Robinson dans les années 1960 et qui, en tant que chanteur pop, a fait un tube en 1976 avec Jeans On. Lorsque Dundas joue ses idées de composition (dont des tambours bongo), Robinson n'est pas très enthousiaste, jusqu'à ce que le dernier thème de Withnail, prévu pour le générique de fin, arrive. Pour Robinson, ce morceau, joué sur un calliope, créait parfaitement l'ambiance du film avec son mélange de gaieté et de mélancolie, à la suite de quoi Dundas et Wentworth ont développé toute la bande originale autour de ce thème. Outre la musique du film composée pour le film, plusieurs chansons populaires à l'époque de l'histoire du film ont été intégrées à la bande originale, comme au début du film A Whiter Shade of Pale dans la reprise de King Curtis ainsi que les chansons de Jimi Hendrix All Along the Watchtower et Voodoo Child (Slight Return). Le film comporte une rare apparition d'un enregistrement des Beatles : la chanson de 1968 While My Guitar Gently Weeps se fait entendre lorsque Withnail et Marwood retournent à Londres et trouvent Presuming Ed dans la baignoire. La chanson, écrite et chantée par George Harrison, a pu être incluse dans la bande originale grâce à l'implication de Harrison dans le film en tant que producteur. La Sonate pour piano no 21 en si bémol majeur de Franz Schubert, que l'on peut entendre dans la maison de l'oncle Monty, est notamment placée en contrepoint de la musique rock de la fin des années 1960. De l'ère du jazz et du swing, les chansons Hang Out the Stars in Indiana de l'orchestre de  Ray Noble avec le chant d'Al Bowlly ainsi que le morceau de piano My Friend de Charlie Kunz (en) ont trouvé leur place dans le film.
| 1.  | A Whiter Shade of Pale        | King Curtis                                   | 5:25 |
| 2.  | The Wolf                      | David Dundas (en) et Rick Wentworth (en)      | 1:33 |
| 3.  | All Along the Watchtower      | The Jimi Hendrix Experience                   | 4:10 |
| 4.  | To the Crow                   | David Dundas et Rick Wentworth                | 2:22 |
| 5.  | Voodoo Child (Slight Return)  | The Jimi Hendrix Experience                   | 4:28 |
| 6.  | While My Guitar Gently Weeps  | The Beatles                                   | 4:44 |
| 7.  | Marwood Walks                 | David Dundas et Rick Wentworth                | 2:14 |
| 8.  | Monty Remembers               | David Dundas et Rick Wentworth                | 2:02 |
| 9.  | La Fite                       | David Dundas et Rick Wentworth                | 1:10 |
| 10. | Hang Out the Stars in Indiana | orchestre de Ray Noble avec chant d'Al Bowlly | 1:35 |
| 11. | Crow Crag                     | David Dundas et Rick Wentworth                | 0:56 |
| 12. | Cheval blanc                  | David Dundas et Rick Wentworth                | 1:15 |
| 13. | My Friend                     | Charlie Kunz (en)                             | 1:28 |
| 14. | Withnail's Theme              | David Dundas et Rick Wentworth                | 2:40 |

## Exploitation
En tant que petit film avec des acteurs plutôt inconnus et un réalisateur dont c'est la première œuvre, Withnail et moi a connu des difficultés dans une époque déjà marquée par la crise pour le cinéma britannique. Après sa première mondiale au New York New Directors and New Films Festival le 27 mars 1987, le film n'a pas trouvé de distributeur pendant longtemps, ce qui explique pourquoi il n'est sorti en Grande-Bretagne que le 12 février 1988. Lors de sa première sortie en Grande-Bretagne, le film a rapporté environ 565 000 livres, ce qui représentait un manque à gagner. Ce n'est que grâce à sa sortie en cassette vidéo, au bouche à oreille et enfin à sa diffusion à la télévision qu'il est devenu un film culte britannique avec une grande communauté d'amateurs, dont certains des bons mots sont devenues partie intégrante de la culture populaire britannique. En raison de la forte consommation d'alcool des personnages principaux, il sert également de base à un jeu à boire : chaque fois que Withnail consomme une boisson alcoolisée, les participants doivent faire de même - idéalement la même boisson. C'est au plus tard avec un article de James Brown dans le magazine Loaded en 1994 que le statut de film culte s'est consolidé, trouvant notamment son public dans les universités, les cinémas d'art et d'essai et, en général, fortement auprès des jeunes hommes.
L'engouement qu'a engendré le film a cependant aussi été critiqué. Dans la préface de son livre Withnail & I, Kevin Jackson polémique en disant que les fans sont « presque toujours des hommes », qu'ils se délectent surtout de « l'ivresse, des gros mots et des stéréotypes réactionnaires » du scénario et que ce sont souvent les mêmes qui agacent leur entourage en répétant « les répliques et les poses des Monty Python et des Branchés débranchés ». Il faudrait également s'interroger sur les activités telles que les beuveries effrénées pour accompagner le film et la visite des lieux de tournage ruraux où les fans laissent des détritus. Dans un article du Guardian par ailleurs critique à l'égard des films prétendument cultes et de leurs adeptes, le critique de cinéma Ronald Bergan était d'avis que l'« acide » Withnail et moi était, avec Spinal Tap, l'un des rares bons films à s'être fait connaître grâce à l'engouement de leur public.
Dans son livre Withnail and Us paru en 2010, l'historien du cinéma Justin Smith s'est penché sur les raisons de l'attrait que génère le film. Avec son intrigue simple et ses quelques lieux de tournage, il s'agit d'un film de prime abord « austère » : « Son intimité, son petit budget, sa localisation et son scénario économique, mais dynamique et drôle » sont les points forts du film, en plus des « interprétations magnifiquement travaillées ». Il était quelque peu audacieux et anachronique de tourner, en plein thatchérisme, un film sur les années 1960, perçues à l'époque comme très démodées, et le film fait au contraire « une vertu du sentiment durable d'aliénation de ne pas être en phase avec le présent ». De telles « caractéristiques solitaires et bizarres » ont conféré au film son « attrait spécial, confidentiel et culte ». Pour l'écrivain Ben Myers, le film a perdu son statut de paria à cause de nombreux adeptes qui, dans le Cool Britannia des années 1990, étaient plus intéressés par les jeux de boisson que par la poésie. En fin de compte, le mannequin Kate Moss aurait même eu pour intention d'acheter la maison de campagne dans le Lake District.
Withnail et moi a également des adeptes parmi les cinéastes. En 2017, le cinéaste Christopher Nolan a déclaré que Withnail et moi était sa comédie préférée. Après avoir visionné le film, David Fincher a choisi les acteurs Paul McGann et Ralph Brown pour son film Alien 3 (1992), Grant ayant refusé le rôle de Jonathan Clemens qui lui était proposé. Johnny Depp souhaitait depuis longtemps collaborer avec Bruce Robinson en raison de Withnail et moi, ce qui fut chose faite en 2011 avec le film Rhum express, alors que Robinson n'avait plus rien réalisé depuis 19 ans. En raison de la popularité du sujet, il a été question à plusieurs reprises d'en faire une version théâtrale, éventuellement avec Jude Law, mais cela a toujours échoué en raison de l'opposition de Robinson.

### Accueil critique
Bien qu'il ait été accueilli avec sympathie lors de sa sortie, les critiques de l'époque ne pouvaient prévoir la carrière ultérieure du film : au XXIe siècle, Withnail et moi est passé des listes des « meilleurs films cultes » à celles des « meilleurs films britanniques ». Son influence a été citée par plusieurs cinéastes comme ayant directement inspiré leur travail, notamment The Nice Guys (2016) de Shane Black, The End of the Tour (2015) de James Ponsoldt, Awful Nice (en) (2013) de Todd Sklar (en), Jeff, Who Lives at Home (2011) de Jay et Mark Duplass, The Overbrook Brothers (en) (2009) de John Bryant, Délire Express (2008) de David Gordon Green, Sideways (2004) d'Alexander Payne et Box of Moonlight (1996) de Tom DiCillo,,,,,,,.
En 2007, Peter Bradshaw estimait dans le Guardian que le « chef-d'œuvre sui generis » de Robinson ne pouvait être comparé à aucun autre film avant ou après lui. Le film profite de son « scénario merveilleusement littéraire » avec de nombreuses répliques à citer ainsi qu'une « combinaison unique d'interprétations sans faille » de McGann, Grant, Griffiths et Brown. Les décors du film, conçus par Michael Pickwoad, mériteraient également des éloges. Bradshaw déconseille de boire en regardant le film, tout au plus en présence d'une cave à vin absolument exceptionnelle, car Withnail et moi serait « bien plus drôle et triste si on le regarde avec une sobriété glaciale ».
Rétrospectivement, Roger Ebert a écrit en 2009 pour le Chicago Sun-Times que peu de films pouvaient mieux transmettre le sentiment d'ivresse que Withnail et moi. Le film « atteint une sorte de transcendance dans sa noirceur. Il est sans compromis, sincère et fidèle à lui-même. Ce n'est pas une leçon d'école ou un cours magistral, c'est drôle, mais d'une manière très cohérente et méritoire, et c'est interprété de manière inoubliable ». Le réalisateur Robinson a vécu l'époque décrite dans le film, il y a survécu et il s'en souvient « non pas avec amertume, mais avec honnêteté. Avec Withnail, il crée l'un des personnages iconiques du cinéma moderne ».
Dans les pays germanophones, le nombre de critiques de films sur Withnail et moi est resté limité. Le Filmdienst s'est montré convaincu : « Une comédie "noire" hilarante sur deux existences de marginaux à une époque de révolte sociale. Derrière ses personnages excentriques et leur esprit percutant, ce premier long-métrage original parvient également à mettre en valeur des moments humainement touchants ». Le critique de cinéma Oliver Lysiak écrit qu'il s'agit d'un « éloge amer et drôle des années 60 » avec les hippies, les beatniks, les hallucinations psychotropes et les dures réalités du métier de comédien. « Un film aussi drôle que désenchanté, dont la fin laisse beaucoup de place à la mélancolie et à l'espoir »,.
Selon Thomas Sotinel dans Le Monde, « Bruce Robinson [...] fait resurgir à l’écran, deux décennies plus tard, la face sombre du Swinging London. [...] On le discerne au gré des déambulations hivernales des deux amis, de pub en pub. Il se dégage très vite une sensation de claustrophobie. L’essentiel de cette matière autobiographique est [...] dans la description du moment où l’on se réveille du rêve de la jeunesse, où la réalité fait valoir ses droits ». Sur le site chaosreign, Marco Santini écrit « [...] si le sarcasme de nos héros leur sert de masque et l'humour, d'une arme pour ne pas sombrer, ce qui protège peut aussi exclure. Leurs attitudes d'outsider (faute de décrocher un vrai rôle) se transformant en miroir aux alouettes. Un mode de vie, une posture dans la dèche dans laquelle nos personnages finiront par s'enfermer (même à la campagne, notre duo est isolé dans le cadre) avant une dernière et ultime prise de conscience [...] ».

### Classements et sondages
En 1999, le British Film Institute a élu Withnail et moi 29e plus grand film britannique de tous les temps. En 2001, Withnail et moi est classé 38e dans le sondage des 100 plus grands films de Channel 4. En 2008, le film est classé 118e dans la liste des 500 plus grands films de tous les temps selon le magazine Empire. Un sondage réalisé en 2009 par The Guardian auprès de critiques de cinéma et de cinéastes l'a classé deuxième meilleur film britannique des 25 dernières années derrière Trainspotting (1996). En 2011, Time Out London le classe 7e meilleure comédie de tous les temps. Dans un sondage réalisé en 2014, les lecteurs d'Empire ont élu Withnail et moi 92e sur les 301 meilleurs films de tous les temps.
En 2016, Games Radar a élu Withnail et moi seizième plus grande comédie de tous les temps. Dans un sondage réalisé en 2017 auprès de 150 acteurs, réalisateurs, scénaristes, producteurs et critiques pour le magazine Time Out, le film a été classé 15e meilleur film britannique de tous les temps. La réplique « We want the finest wines available to humanity, we want them here and we want them now » (litt. « Nous voulons
les meilleurs vins du monde. Nous les voulons ici, et nous les voulons maintenant »), prononcée par Richard E. Grant dans le rôle de Withnail, a été élue troisième réplique de film préférée lors d'un sondage réalisé en 2003 auprès de 1 000 cinéphiles.